# رنا مضاد للدلالة

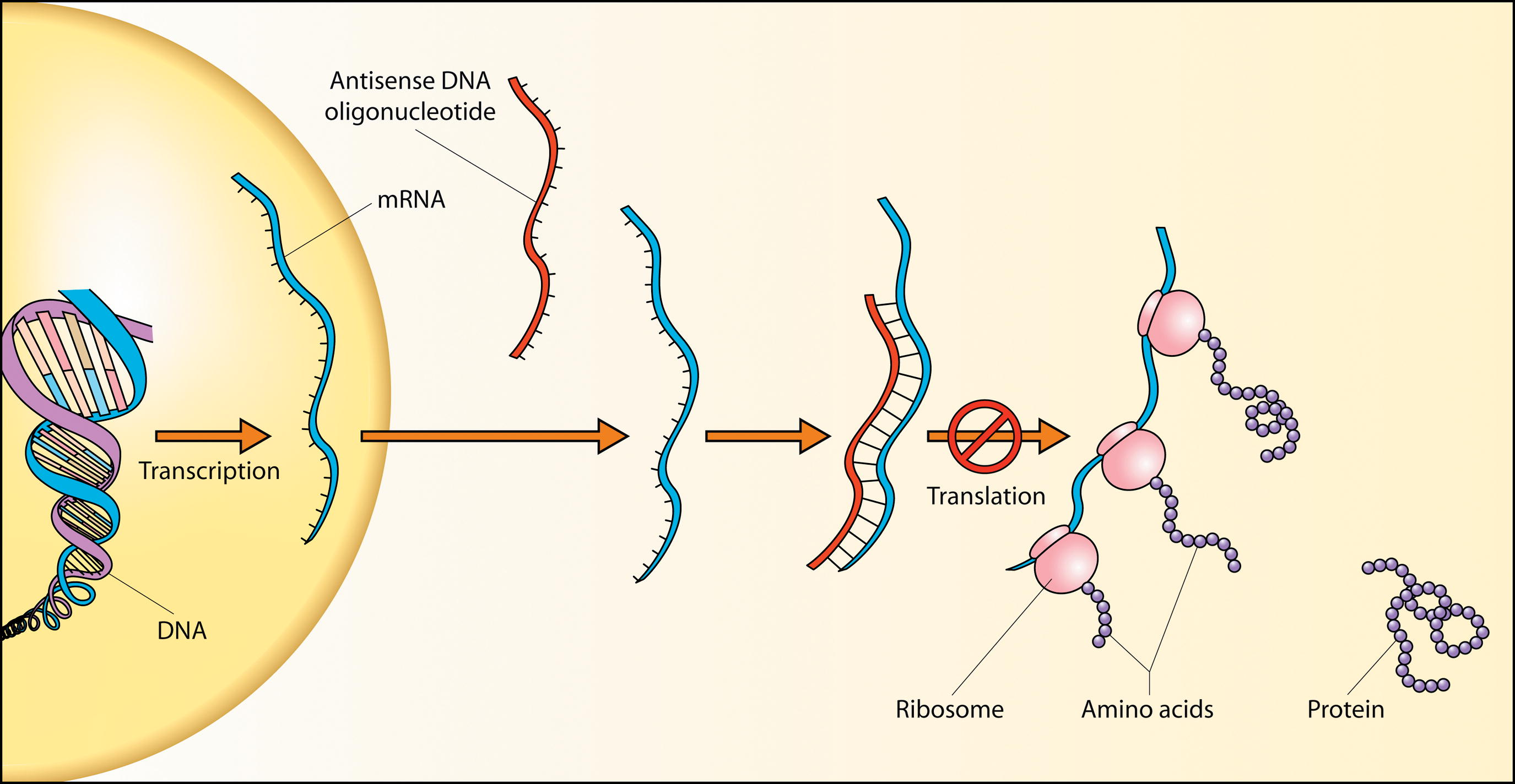

مورث مضاد للإحساس (الاسم العلمي Antisense RNA)، هو مورث ينتج آر أن إيه المبعوث المكمل لاستنساخ المورث العادي (وعادة ما يتشكل عن طريق عكس منطقة التشفير الخاصة بالحاث).